# 余礼
余礼（よれい、朝鮮語: 여례、生没年不詳）は、百済の王族。官職は「駙馬都尉」「長史」。「駙馬都尉」は国王の女婿が就任した官職であるため、余礼は蓋鹵王の女婿とみられる。これは百済王族で唯一の近親婚だという。

## 概要
5世紀の百済では国王幕府が開設され、内朝的機能が遂行され、その属僚の長史、司馬、参軍などの職名を帯びた人物らが国王の側近で近侍臣僚として機能した。久尓辛王、蓋鹵王、東城王代の時代が異なる国王幕府の属僚10人を一瞥すると、余礼以外の張威、張茂、高達、楊茂、会邁、慕遺、王茂、張塞、陳明はすべて中国系の百済人である。以上から、余礼は、他の幕府属僚と比較すると異例であり、蓋鹵王は王族の起用を通じて王権強化を推進し、個人的な勢力基盤をより強固たるものにしようとしたと推察される。
| 時期                  | 人名 | 既保有官職     | 百済王 私署 官職     | 任命追認官職（爵号） | 任命要請事由                              | 国家 |
| --------------------- | ---- | -------------- | -------------------- | -------------------- | ----------------------------------------- | ---- |
| 久尓辛王五年（424年） | 張威 | 長史           |                      |                      | 使節                                      | 劉宋 |
| 蓋鹵王十八年（472年） | 余礼 | 駙馬都尉・長史 | 冠軍将軍・弗斯侯     | 未詳                 | 使臣                                      | 北魏 |
| 蓋鹵王十八年（472年） | 張茂 | 司馬           | 龍驤将軍・帯方太守   | 未詳                 | 使臣                                      | 北魏 |
| 東城王八年（490年）   | 高達 | 長史           | 行建威将軍・広陽太守 | 建威将軍・広陽太守   | 先例・使臣・邊効邊夙著・勤労公務          | 南斉 |
| 東城王八年（490年）   | 楊茂 | 司馬           | 行建威将軍・朝鮮太守 | 建威将軍・朝鮮太守   | 先例・使臣・志行清壱・公務不廃            | 南斉 |
| 東城王八年（490年）   | 会邁 | 参軍           | 行宣威将軍           | 宣威将軍             | 先例・使臣・執志・周密・屢致勤効          | 南斉 |
| 東城王十七年（495年） | 慕遺 | 長史           | 行龍驤将軍・楽浪太守 | 龍驤将軍・楽浪太守   | 使臣・在官忘私 唯公是務 見危授命 蹈難弗顧 | 南斉 |
| 東城王十七年（495年） | 王茂 | 司馬           | 行建武将軍・城陽太守 | 建武将軍・城陽太守   | 使臣・在官忘私 唯公是務 見危授命 蹈難弗顧 | 南斉 |
| 東城王十七年（495年） | 張塞 | 参軍           | 行振武将軍・朝鮮太守 | 振武将軍・朝鮮太守   | 使臣・在官忘私 唯公是務 見危授命 蹈難弗顧 | 南斉 |
| 東城王十七年（495年） | 陳明 | ?              | 行揚武将軍           | 揚武将軍             | 使臣・在官忘私 唯公是務 見危授命 蹈難弗顧 | 南斉 |